# Malageudonia
Malageudonia är ett släkte av fjärilar. Malageudonia ingår i familjen Crambidae.
Kladogram enligt Catalogue of Life:
| Malageudonia | \| \| Malageudonia malgassicella \| \| \| \| \| \| Malageudonia perinetensis \| \| \| \| |
|              | \| \| Malageudonia malgassicella \| \| \| \| \| \| Malageudonia perinetensis \| \| \| \| |
|              | Malageudonia malgassicella                                                               |
|              |                                                                                          |
|              | Malageudonia perinetensis                                                                |
|              |                                                                                          |